# العقل (يريم)

تعديل مصدري - تعديل

العقل محلة تابعة لقرية العدوف، التابعة لعزلة بني عمر بمديرية يريم إحدى مديريات محافظة إب في الجمهورية اليمنية.، بلغ تعداد سكانها 52 حسب تعداد اليمن لعام 2004.